# Odiseea navei Space Beagle
Odiseea navei Space Beagle (1950) (titlu original The Voyage of the Space Beagle) este un roman space opera al scriitorului science fiction A. E. van Vogt.
Romanul cuprinde trei povestiri mai vechi revizute, cărora li se adaugă o a patra, nepublicată anterior:
- "Black Destroyer" (capitolele 1-6) - prima povestire SF publicată de van Vogt, în numărul din iulie 1939 al revistei Astounding
- "War of Nerves" (capitolele 9-12) - nepublicată anterior
- "Discord in Scarlet" (capitolele 13-21) - publicată în numărul din decembrie 1939 al revistei Astounding
- "M33 in Andromeda" (capitolele 22-28) - publicată în numărul din august, 1943 al revistei Astounding

Cartea a fost republicată în 1952 sub titlul Mission: Interplanetary.

### Titlul romanului
Titlul cărții face referire la The Voyage of the Beagle, cartea în care Charles Darwin relatează călătoria lui de cinci ani în jurul lumii la bordul vasului HMS Beagle.

## Cadrul acțiunii
O navă uriașă cu un echipaj format din aproape o mie de bărbați, pornită într-o misiune științifică de explorare a spațiului cosmic, întâlnește câțiva extratereștri și câteva rase extraterestre, în marea lor majoritate ostile. În tot acest timp, la bord au loc revoluții politice și științifice.

## Intriga
Personajul principal al romanului este dr. Elliott Grosvenor, singurul nexialist de la bord (o nouă disciplină descrisă ca folosind o abordare generalistă a științei). În fața întâmplărilor ostile din afara și dinăuntrul navei, pregătirea de nexialist a lui Grosvenor se va dovedi mai eficientă decât abordarea punctuală realizată de mințile științifice și militare ale colegilor săi din echipaj. Pentru a organiza o strategie eficientă de apărare împotriva unei entități extraterestre, Anabis, și pentru a salva nava și galaxia noastră, el este obligat în cele din urmă să preia controlul navei, folosind o combinație de hipnoză, psihologie, control mental și putere de convingere.
În prima secțiune a cărții, Space Beagle aterizează pe o planetă deșertică. Sunt depistate turme mici de creaturi sperioase asemănătoare căprioarelor, precum și ruinele unor orașe antice. Corl (Coeurl în original), un carnivor flămând, inteligent și vicios, asemănător unei feline cu tentacule pe umeri, reușește să se infiltreze în navă, dând impresia unui animal lipsit de inteligență. Creatura ucide câțiva oameni din echipaj, înainte să fie atrasă într-o capcană și obligată să părăsească nava într-o navetă de salvare. Înțelegând că a fost înfrânt, Corl se sinucide.
În partea a doua, nava este aproape distrusă de un război intern provocat de contactul telepatic cu o rasă de extratereștri asemănători unor păsări, numiți Riim. Semnalele benigne trimise de Riimi sunt incompatibile cu mintea umană și doar cunoștințele lui Grosvenor despre fenomenele telepatice salvează nava de la distrugere.
În a treia secțiune, nava dă peste Ixtl, o ființă care plutește în spațiu. Aceasta este supraviețuitoarea unei rase care a condus un univers care a preces Big Bang-ul. Ajunsă la bord, Ixtl răpește câțiva membri ai echipajului pentru a-și implanta ouăle parazite în stomacurile lor, asigurându-și astfel reproducerea. Echipajul părăsește nava și o lasă fără hrană pentru pui, determinând-o astfel să plece.
În ultima parte este întâlnită Anabis, o conștiință galactică. Aceasta este, ca și predecesoarele creaturi întâlnite, rău intenționată, flămândă și agresivă, fiind necesară împiedicarea ei de a urma nava în drumul spre o altă galaxie. Anabis se hrănește din moartea organismelor vii și a distrus întreaga viață inteligentă din galaxia pe care o locuiește. Deoarece lumile împădurite produc viață, Anabis terraformează toate planetele disponibile. Grosvenor spală creierele membrilor echipajului navei Space Beagle, determinându-i pe aceștia să petreacă mai mulți ani atrăgând entitatea Anabis către adâncurile spațiului, înfometând-o până la moarte.

## Traduceri în limba română
- 1978 - Odiseea navei Space Beagle, editura Albatros, colecția Fantastic club, traducere T. Solomon, 246 pag.
- 1996 - Fauna spațiului, editura Vremea, traducere Petre Solomon, 240 pag., ISBN  973-9162-50-9
- 2006 - Odiseea navei Space Beagle, editura Leda, colecția Galeria fantastică, traducere Petre Solomon, 312 pag., ISBN 978-973-7624-07-8